# فراری اف۵۰ جی‌تی

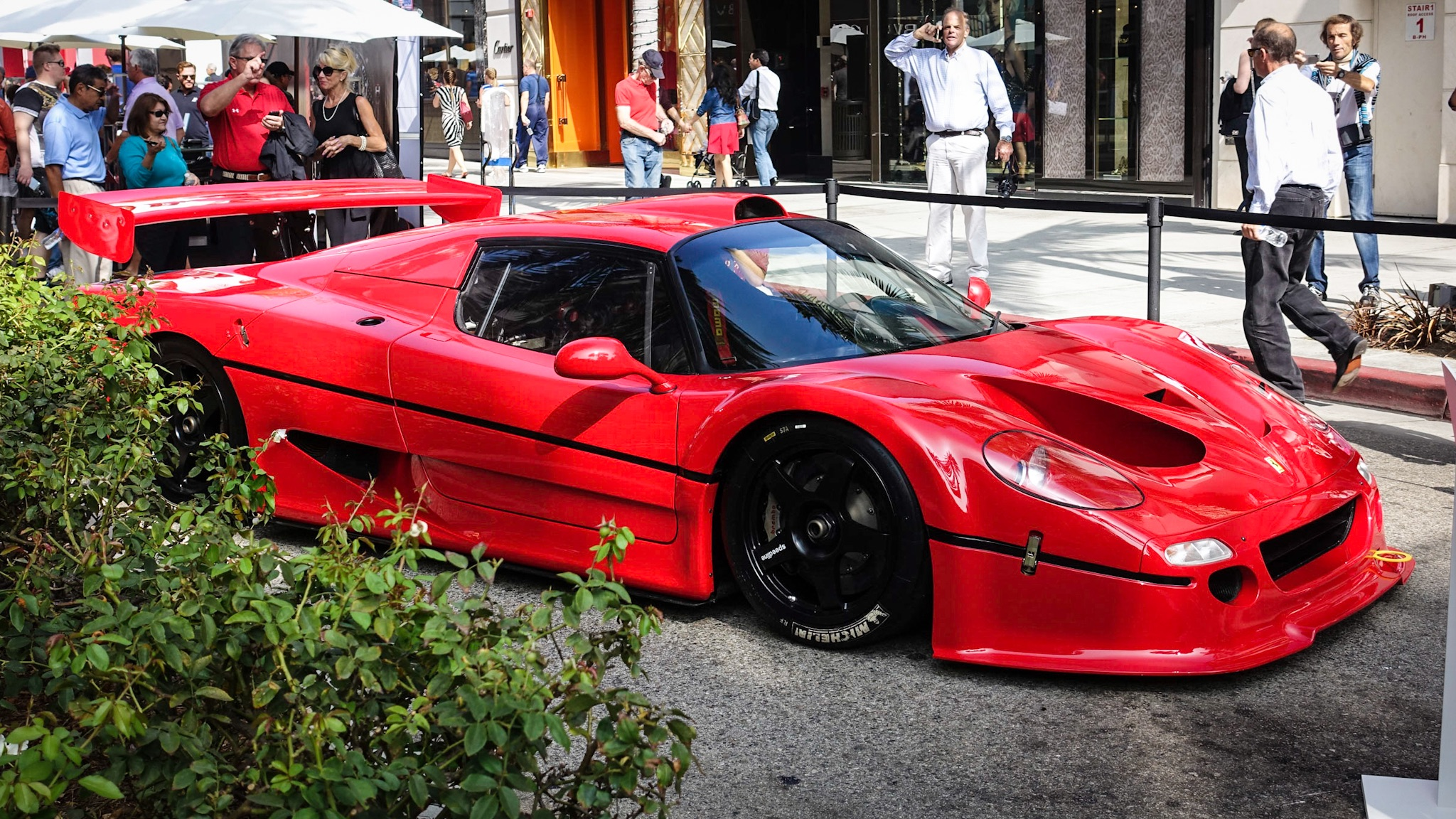
فراری F50 GT در رودیو درایو بورلی هیلز

فراری اف‌۵۰ جی‌تی (Ferrari F50 GT) خودرویی است که در سال‌های ۱۹۹۶>۳ producedتولید شده‌است. طراحی آن خودروهای موتور وسط عقب-محور عقب بوده ‌است. 